# Pegomya ruficauda
Pegomya ruficauda este o specie de muște din genul Pegomya, familia Anthomyiidae. A fost descrisă pentru prima dată de Ringdahl în anul 1953.
Este endemică în Islanda. Conform Catalogue of Life specia Pegomya ruficauda nu are subspecii cunoscute.